# Raćki (rejon szarkowszczyński)
Raćki – dawny majątek. Tereny, na których leżał, znajdują się obecnie na Białorusi, w obwodzie witebskim, w rejonie szarkowszczyńskim, w sielsowiecie Hermanowicze.

## Historia
W czasach zaborów w okręgu wiejskim Sebastyanowo, w gminie Ihumenowo, w powiecie dzisieńskim, w guberni wileńskiej Imperium Rosyjskiego. Pod koniec XIX wieku należała do dóbr Zosin, własność Szymkiewiczów.
W latach 1921–1945 wieś leżała w Polsce, w województwie wileńskim, w powiecie dziśnieńskim, w gminie Szarkowszczyzna.
Według Powszechnego Spisu Ludności z 1921 roku zamieszkiwały tu 25 osób, 11 było wyznania rzymskokatolickiego, 14 prawosławnego. Jednocześnie 18 mieszkańców zadeklarowało polską a 7 białoruską przynależność narodową. Były tu 4 budynki mieszkalne. W 1931 w 5 domach zamieszkiwało 21 osób.
Wierni należeli do parafii rzymskokatolickiej i prawosławnej w Szarkowszczyźnie. Miejscowość podlegała pod Sąd Grodzki w Głębokiem i Okręgowy w Wilnie; właściwy urząd pocztowy mieścił się w Szarkowszczyźnie.